# Урбей
Урбей — река в Кемеровской и Томской областях России. Впадает в Багайдак в 8 км от устья по левому берегу. Длина реки — 20 км.
На реке находилась деревня Подлесовка.

## Данные водного реестра
По данным государственного водного реестра России относится к Верхнеобскому бассейновому округу,
 речной бассейн реки — (Верхняя) Обь до впадения Иртыша,
 речной подбассейн реки — Чулым,
 водохозяйственный участок реки — Чулым от в/п с. Зырянское до устья.
Код водного объекта — 13010400312115200021018.